# Atlanta Hawks

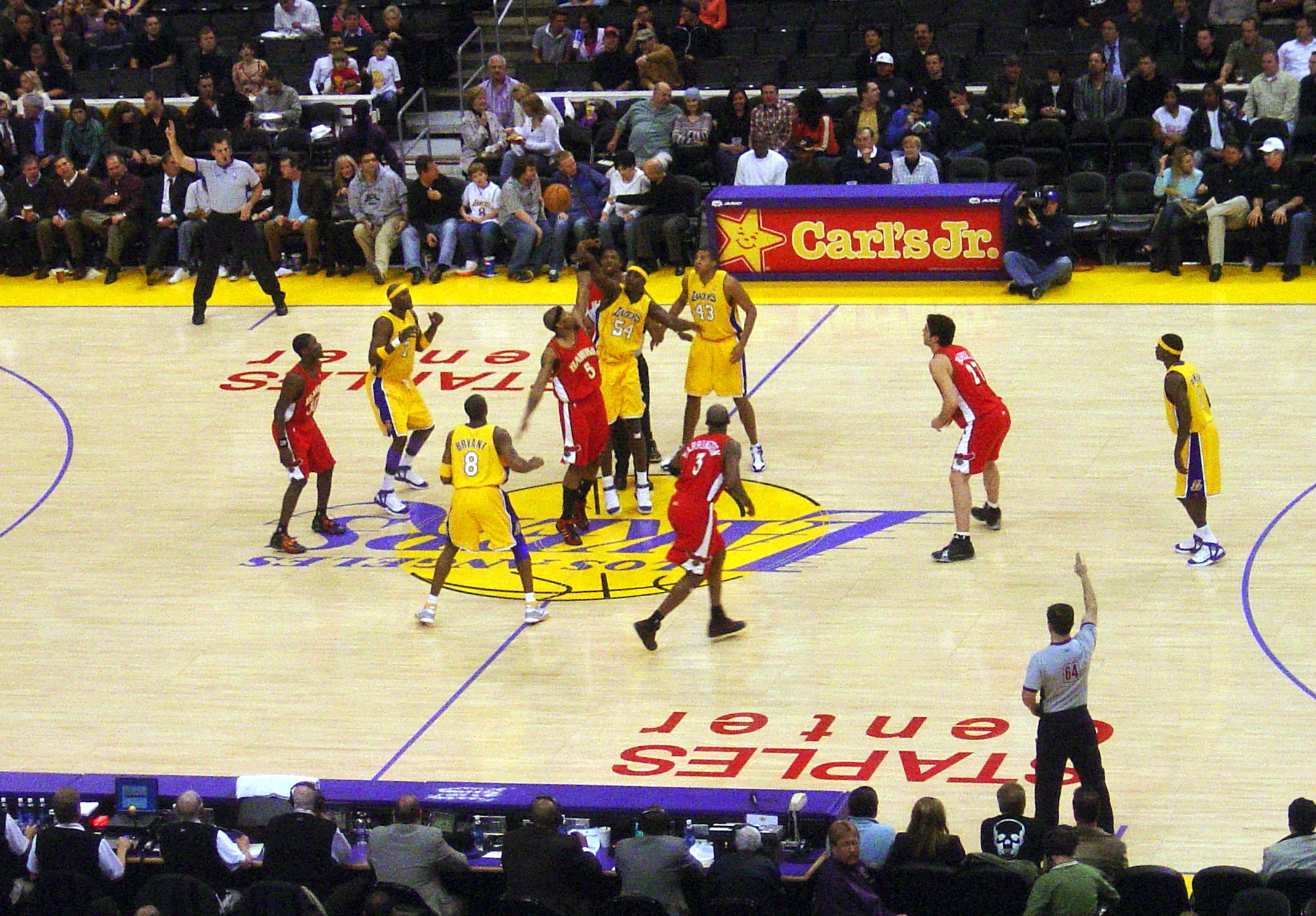
Atlanta Hawks proti Los Angeles Lakers.

Atlanta Hawks jsou basketbalový tým hrající severoamerickou ligu National Basketball Association. Patří do Jihovýchodní divize Východní konference NBA.
Tým byl založen roku 1946 a za svou existenci vystřídal několik působišť (a názvů):
- Tri-Cities Blackhawks: 1946 - 1951
- Milwaukee Hawks: 1951 - 1955
- St. Louis Hawks: 1955 - 1968
- Atlanta Hawks: 1968 - současnost

Za svou historii dokázali Hawks celkem čtyřikrát vyhrát play-off své konference, z toho jednou následně i finále celé NBA:
- Vítězství v NBA: 1958
- Ostatní vítězství v konferenci: 1957, 1960 a 1961

## Statistika týmu v NBA
| Sezóna                | Výhry                 | Prohry                | %                     | Účast v play-off                                     | Výsledky v play-off                                                                     |
| Tri-Cities Blackhawks | Tri-Cities Blackhawks | Tri-Cities Blackhawks | Tri-Cities Blackhawks | Tri-Cities Blackhawks                                | Tri-Cities Blackhawks                                                                   |
| --------------------- | --------------------- | --------------------- | --------------------- | ---------------------------------------------------- | --------------------------------------------------------------------------------------- |
| 1949-50               | 29                    | 35                    | 45,3                  | Divizní semifinále                                   | 1:2 Anderson                                                                            |
| 1950-51               | 25                    | 43                    | 36,8                  |                                                      |                                                                                         |
| Milwaukee Hawks       |                       |                       |                       |                                                      |                                                                                         |
| 1951-52               | 17                    | 49                    | 25,8                  |                                                      |                                                                                         |
| 1952-53               | 27                    | 44                    | 38,0                  |                                                      |                                                                                         |
| 1953-54               | 21                    | 51                    | 29,2                  |                                                      |                                                                                         |
| 1954-55               | 26                    | 46                    | 36,1                  |                                                      |                                                                                         |
| St. Louis Hawks       |                       |                       |                       |                                                      |                                                                                         |
| 1955-56               | 33                    | 39                    | 45,8                  | Divizní semifinále Divizní finále                    | 2:1 Minneapolis Lakers 2:3 Fort Wayne Pistons                                           |
| 1956-57               | 34                    | 38                    | 47,2                  | Nadstavba Nadstavba Divizní finále Finále NBA        | 1:0 Fort Wayne Pistons 1:0 Minneapolis Lakers 3:0 Minneapolis Lakers 3:4 Boston Celtics |
| 1957-58               | 41                    | 31                    | 56,9                  | Divizní finále Finále NBA                            | 4:1 Fort Wayne Pistons 4:2 Boston Celtics                                               |
| 1958-59               | 49                    | 23                    | 68,1                  | Divizní finále                                       | 2:4 Minneapolis Lakers                                                                  |
| 1959-60               | 46                    | 29                    | 61,3                  | Divizní finále Finále NBA                            | 4:3 Minneapolis Lakers 3:4 Boston Celtics                                               |
| 1960-61               | 51                    | 28                    | 64,6                  | Divizní finále Finále NBA                            | 4:3 Minneapolis Lakers 1:4 Boston Celtics                                               |
| 1961-62               | 29                    | 51                    | 36,3                  |                                                      |                                                                                         |
| 1962-63               | 48                    | 32                    | 60,0                  | Divizní semifinále Divizní finále                    | 3:1 Fort Wayne Pistons 3:4 Los Angeles Lakers                                           |
| 1963-64               | 46                    | 34                    | 57,5                  | Divizní semifinále Divizní finále                    | 3:2 Los Angeles Lakers 3:4 San Francisco Warriors                                       |
| 1964-65               | 45                    | 35                    | 56,3                  | Divizní semifinále                                   | 1:3 Baltimore Bullets                                                                   |
| 1965-66               | 36                    | 44                    | 45,0                  | Divizní semifinále Divizní finále                    | 3:0 Baltimore Bullets 3:4 Los Angeles Lakers                                            |
| 1966-67               | 39                    | 42                    | 48,1                  | Divizní semifinále Divizní finále                    | 3:0 Chicago Bulls 2:4 San Francisco Warriors                                            |
| 1967-68               | 56                    | 26                    | 68,3                  | Divizní semifinále                                   | 2:4 San Francisco Warriors                                                              |
| Atlanta Hawks         |                       |                       |                       |                                                      |                                                                                         |
| 1968-69               | 48                    | 34                    | 58,5                  | Divizní semifinále Divizní finále                    | 4:2 San Diego Rockets 1:4 Los Angeles Lakers                                            |
| 1969-70               | 48                    | 34                    | 58,5                  | Divizní semifinále Divizní finále                    | 4:1 Chicago Bulls 0:4 Los Angeles Lakers                                                |
| 1970-71               | 36                    | 46                    | 43,9                  | Konferenční semifinále                               | 1:4 New York Knicks                                                                     |
| 1971-72               | 36                    | 46                    | 43,9                  | Konferenční semifinále                               | 2:4 Boston Celtics                                                                      |
| 1972-73               | 46                    | 36                    | 56,1                  | Konferenční semifinále                               | 2:4 Boston Celtics                                                                      |
| 1973-74               | 35                    | 47                    | 42,7                  |                                                      |                                                                                         |
| 1974-75               | 31                    | 51                    | 37,8                  |                                                      |                                                                                         |
| 1975-76               | 29                    | 53                    | 35,4                  |                                                      |                                                                                         |
| 1976-77               | 31                    | 51                    | 37,8                  |                                                      |                                                                                         |
| 1977-78               | 41                    | 41                    | 50,0                  | První kolo                                           | 0:2 Washington Wizards                                                                  |
| 1978-79               | 46                    | 36                    | 56,1                  | První kolo Konferenční semifinále                    | 2:0 Houston Rockets 3:4 Washington Wizards                                              |
| 1979-80               | 50                    | 32                    | 61,0                  | Konferenční semifinále                               | 1:4 Philadelphia 76ers                                                                  |
| 1980-81               | 31                    | 51                    | 37,8                  |                                                      |                                                                                         |
| 1981-82               | 42                    | 40                    | 51,2                  | První kolo                                           | 0:2 Philadelphia 76ers                                                                  |
| 1982-83               | 43                    | 39                    | 52,4                  | První kolo                                           | 1:2 Boston Celtics                                                                      |
| 1983-84               | 40                    | 42                    | 48,8                  | První kolo                                           | 2:3 Milwaukee Bucks                                                                     |
| 1984-85               | 34                    | 48                    | 41,5                  |                                                      |                                                                                         |
| 1985-86               | 50                    | 32                    | 61,0                  | První kolo Konferenční semifinále                    | 3:1 Detroit Pistons 1:4 Boston Celtics                                                  |
| 1986-87               | 57                    | 25                    | 69,5                  | První kolo Konferenční semifinále                    | 3:1 Indiana Pacers 1:4 Detroit Pistons                                                  |
| 1987-88               | 50                    | 32                    | 61,0                  | První kolo Konferenční semifinále                    | 3:2 Milwaukee Bucks 3:4 Boston Celtics                                                  |
| 1988-89               | 52                    | 30                    | 63,4                  | První kolo                                           | 2:3 Milwaukee Bucks                                                                     |
| 1989-90               | 41                    | 41                    | 50,0                  |                                                      |                                                                                         |
| 1990-91               | 43                    | 39                    | 52,4                  | První kolo                                           | 2:3 Detroit Pistons                                                                     |
| 1991-92               | 38                    | 44                    | 46,3                  |                                                      |                                                                                         |
| 1992-93               | 43                    | 39                    | 52,4                  | První kolo                                           | 0:3 Chicago Bulls                                                                       |
| 1993-94               | 57                    | 25                    | 69,5                  | První kolo Konferenční semifinále                    | 3:2 Miami Heat 2:4 Indiana Pacers                                                       |
| 1994-95               | 42                    | 40                    | 51,2                  | První kolo                                           | 0:3 Indiana Pacers                                                                      |
| 1995-96               | 46                    | 36                    | 56,1                  | První kolo Konferenční semifinále                    | 3:2 Indiana Pacers 1:4 Orlando Magic                                                    |
| 1996-97               | 56                    | 26                    | 68,3                  | První kolo Konferenční semifinále                    | 3:2 Detroit Pistons 1:4 Chicago Bulls                                                   |
| 1997-98               | 50                    | 32                    | 61,0                  | První kolo                                           | 1:3 Charlotte Hornets                                                                   |
| 1998-99               | 31                    | 19                    | 62,0                  | První kolo Konferenční semifinále                    | 3:2 Detroit Pistons 0:4 New York Knicks                                                 |
| 1999-2000             | 28                    | 54                    | 34,1                  |                                                      |                                                                                         |
| 2000-01               | 25                    | 57                    | 30,5                  |                                                      |                                                                                         |
| 2001-02               | 33                    | 49                    | 40,2                  |                                                      |                                                                                         |
| 2002-03               | 35                    | 47                    | 42,7                  |                                                      |                                                                                         |
| 2003-04               | 28                    | 54                    | 34,1                  |                                                      |                                                                                         |
| 2004-05               | 13                    | 69                    | 18,8                  |                                                      |                                                                                         |
| 2005-06               | 26                    | 56                    | 31,7                  |                                                      |                                                                                         |
| 2006-07               | 30                    | 52                    | 36,6                  |                                                      |                                                                                         |
| 2007-08               | 37                    | 45                    | 45,1                  | První kolo                                           | 3:4 Boston Celtics                                                                      |
| 2008-09               | 47                    | 35                    | 57,3                  | První kolo Konferenční semifinále                    | 4:3 Miami Heat 0:4 Cleveland Cavaliers                                                  |
| 2009-10               | 53                    | 29                    | 63,6                  | První kolo Konferenční semifinále                    | 4:3 Milwaukee Bucks 0:4 Orlando Magic                                                   |
| 2010-11               | 44                    | 38                    | 53,7                  | První kolo Konferenční semifinále                    | 4:2 Orlando Magic 2:4 Chicago Bulls                                                     |
| 2011-12               | 40                    | 26                    | 60,6                  | První kolo                                           | 2:4 Boston Celtics                                                                      |
| 2012-13               | 44                    | 38                    | 53,7                  | První kolo                                           | 2:4 Indiana Pacers                                                                      |
| 2013-14               | 38                    | 44                    | 46,3                  | První kolo                                           | 3:4 Indiana Pacers                                                                      |
| 2014-15               | 56                    | 26                    | 68,2                  | První kolo Konferenční semifinále Konferenční finále | 4:2 Brooklyn Nets 4:2 Washington Wizards 0:4 Cleveland Cavaliers                        |
| 2015-16               | 48                    | 34                    | 58,5                  | První kolo Konferenční semifinále                    | 4:2 Boston Celtics Cleveland Cavaliers                                                  |
| Celkem                | 2650                  | 2656                  | 49,9                  |                                                      |                                                                                         |
| Play-off              | 152                   | 206                   | 42,5                  | 1 vítězství                                          | 1 vítězství                                                                             |